# Люс Ірігаре
Люс Ірігаре́ (Ірігарей) (фр. Luce Irigaray, 3 травня 1932, Берніссар, Бельгія) — французька психоаналітикиня, феміністична філософиня та мовознавиця, теоретикиня фемінізму (зокрема, феміністського психоаналізу).

## Життєпис
Народилася 3 травня 1932 року в Берніссарі (Бельгія). 1955 року закінчила Левенський католицький університет, де вивчала психологію, філософію та мовознавство. У 1956—1959 роки викладала в школі у Брюсселі. На початку 1960-х переїхала до Франції. 1961 року одержала магістерський диплом Сорбонни з фаху психологія. 1962 року одержала диплом з фаху психопатологія. У 1962—1964 роках працювала в бельгійському Національному фонді наукових досліджень. З 1964 року перейшла на роботу в аналогічну французьку установу в Парижі.
З 1960-х Ірігаре брала участь в психоаналітичних семінарах Жака Лакана. У 1968 захистила докторську роботу з мовознавства. У 1970—1974 роках викладала в Університеті Венсенн. Водночас викладала у Фрейдистській школі Парижа, на чолі якої стояв Лакан. Була змушена покинути цю школу через свою габілітаційну дисертацію «Speculum, de l'autre femme» (1974), в якій, зокрема, критикувала фалоцентризм психоаналізу Фрейда і Лакана. Ця праця визначила її як провідну теоретикиню феміністської теорії та континентальної філософії.
У 1982 році працювала в Роттердамському університеті, де написала працю «Етика сексуальної різниці».
На початку 1980-х років повернулася на роботу до CNRS (Париж), де тривалий час працювала на посаді директора досліджень.
У грудні 2003 року одержала звання почесної доктора літератури Лондонського університету.
Окрім академічної діяльності, Ірігаре знана завдяки активній участі у руху за права жінок у різних країнах, зокрема у Франції та Італії.
Відомостей про деталі біографії Ірігаре є мало. Згідно з її поглядами, знання особистостей біографії жінки-вченої може бути використано її академічними опонентами задля дискредитації її позиції.

## Науковий доробок
Науковий інтерес Ірігаре полягає у комбінації філософії, психоаналізу та лінгвістики. Головний вплив на її погляди мали праці Зигмунда Фрейда та Жака Лакана. У її роботах прослідковується деякий вплив концепції «деконструкції» Жака Дерріда та поглядів Мартіна Гайдеггера, а також марксистської та гегелівської діалектичної філософії. Серед інших впливів зазначаються роботи Декарта та Спінози.
На думку Ірігаре, кожна епоха має певну філософську проблему, яка має бути детально досліджена. Проблема сучасної епохи – різниця між статями. Попри критику Лакана у своїх працях, Ірігаре дотримується його думки стосовно того, що розрізнення статей є перш за все закладеним у мові.
Ірігаре відома працями з мовознавства та гендерної лінгвістики, в яких досліджувала особливості мовної поведінки відповідно до статі та насамперед працями з феміністської філософії.
Історія західної філософії, за Ірігаре, розвивалася за «гоммосексуальною» логікою (фр. hommosexuelle, тобто від фр. homme — чоловік), для якої існувала лише одна стать — чоловіча. Натомість жінка виступала як об'єкт обміну між чоловіками й завжди визначалася в залежності від чоловіка як певний недолік або атрофія чоловічості. Жінка сама по собі не представлена в символічному порядку, тобто, за Ірігаре, вона — «стать, що не є собою» (фр. Le sexe qui n'en est pas un). Див. Друга стать.
Ірігаре пропонує досліджувати не лише дискурси та ідеї, що існують у суспільстві, а і їх аналіз та прояви. Ірігаре виступає за децентралізацію фалоцентричного дискурсу, зокрема шляхом мімесису чоловічої логіки. Таку чоловічу логіку вона зокрема вбачає і в концепції психоаналізу Фрейда й Лакана. За Ірігаре, жінки мають постійно відтворювати стереотипи та пристосовуватися до навколишнього середовища, в якому домінують чоловіки. Процес мімесису містить відтворення подібних стереотипів шляхом, який суперечить та є зворотним від самої сутності таких уявлень, таким чином ставлячи під сумнів необхідність самих стереотипів. Принцип роботи та низка прикладів мімесису описана у праці Ірігаре «Ce sexe qui n'en est pas un».
Ірігаре пропонує не лише деконструкцію гендерних відмінностей, але й творення жіночого символічного порядку, в якому жінка могла б представити власне жіноче бачення. На думку Ірігаре, через процес мімесису має виникнути нове визначення жінки, вільне від уявлень, властивих чоловікам.
На думку Ірігаре, в основі змін у відносинах між статями мають бути зміни в мові. Звичайне мовлення виключає можливість жінкам говорити про себе на рівних умовах із чоловіками, тобто, за виразом Ірігаре, займати активну суб’єктну позицію. Ірігаре вказує на приклади подібних мовних патернів в англійській та французьких мовах. «Жіноче мовлення», яке Ірігаре розробляє як теоретично, так і у своїх прозових текстах, близьке за концепцією до «жіночого письма» Елен Сіксу. Необхідною характеристикою мови Ірігаре вважає інтерсуб’єктивність – становлення жінок як суб’єктів мовлення та їх визнання як суб’єктів з боку чоловіків. Ірігаре у своїх текстах намагається уникати бінарних опозицій, прив'язуючи мову до тіла й сексуальності. Див. Феміністична мовна реформа, Гендерна нейтральність у мовах з граматичним родом.
Ірігаре також займається проблемою «жіночої генеалогії», з особливим фокусом на відносини між матір’ю та донькою. Релігія, фольклор та міфологія розглядаються нею як джерело інформації про проблеми та особливості, які можуть мати материнські відносини. Для неї мотив вбивства матері (комплекс Електри) передує мотиву батьковбивства (Едипів комплекс), значення якого для формування сучасної культури виявив Фрейд. Дослідниця, зокрема, звертається до давньогрецьких міфів задля аналізу взаємовідносин між матір’ю та донькою.
Ірігаре досліджує етичні аспекти відносин між статями. Ірігаре вважає наявне становище неетичним через домінування чоловічої логіки та те, що жінкам відмовлено у суб’єктності. Міркування Ірігаре щодо «етики іншого» близькі за своїм підходом до концепції Емануеля Левінаса. За Ірігаре, має бути вироблена нова етика відносин між жінками та чоловіками, базована на інтерсуб'єктивності та визнанні непереборних відмінностей. Погляди Ірігаре на етику описані в її працях «Éthique de la différence sexuelle» та «J'aime à toi».
Для розвитку феміністської літературної критики плідними були ідеї Ірігаре про «жіноче мовлення». Нові напрямки гендерних досліджень (Розі Брайдотті, Джудіт Батлер) розвивають її концепції мімезису культурних дискурсів та процесуальності жіночої ідентичності.

## Праці
- Le Langage des déments (Mouton / De Gruyter, 1973).
- Speculum. De l'autre femme (Éditions de Minuit, 1974).
- Ce sexe qui n'en est pas un (Éditions de Minuit, 1977).
- Et l'une ne bouge pas sans l'autre (Éditions de Minuit, 1979).
- Amante marine de Friedrich Nietzsche (Éditions de Minuit, 1980).
- Le Corps-à-corps avec la mère (La Pleine lune, 1981).
- Passions élémentaires (Éditions de Minuit, 1982).
- L'Oubli de l'air — chez Martin Heidegger (Éditions de Minuit, 1983).
- La Croyance même (Éditions Galilée, 1983).
- Éthique de la différence sexuelle (Éditions de Minuit, 1984).
- Parler n'est jamais neutre (Éditions de Minuit, 1985).
- Sexes et parentés (Éditions de Minuit, 1987).
- Le Temps de la différence. Pour une révolution pacifique (L.G.F., " Le Livre de poche. Biblio ", 1989).
- Sexes et genres à travers les langues (Grasset, 1990).
- Je, tu, nous. Pour une culture de la différence (Grasset, 1990 ; L.G.F., " Le Livre de poche. Biblio " n°4155, 1992).
- J'aime à toi (Grasset, 1992).
- Être deux (Grasset, 1997).
- Entre Orient et Occident (Grasset, 1999).
- Prières quotidiennes / Everyday prayers (Maisonneuve et Larose / University of Nottingham, 2004).
- Teaching, Londres, Bloomsbury Academic, 2008.
- Il mistero di Maria, Rome, Paoline, 2010.
- Through Vegetal Being: Two Philosophical Perspectives, New York, Columbia University Press, 2016
- Voie de l'amour, Sesto San Giovanni, Mimesis, 2016.

## Переклади російською
- Иригарэ Л. Пол, который не единичен // Гендерные исследования. – Харьков: ХУГИ, № 3, 1999.
- Иригарэ Л. Этика полового различия. М.: Художественный журнал, 2004.
- Иригарэ Л. Как нам создавать свою красоту // Гендерная теория и искусство : антология 1970–2000 / под ред. Л. М. Бредихиной, К. Дипуэлл. М., 2005.